# Cambridge English Language Assessment

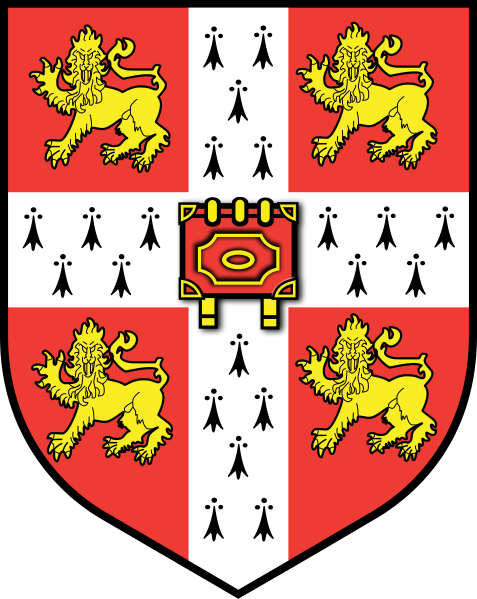
Siegel der University of Cambridge

Cambridge English Language Assessment bietet Zertifikatsprüfungen auf Englisch für Nicht-Muttersprachler an. Bis 2013 lautete der Name University of Cambridge ESOL Examinations, wobei die Abkürzung ESOL für „English for Speakers of Other Languages“ stand. Das Angebot umfasst Prüfungen für allgemeines Englisch, berufsbezogenes Englisch, akademisches Englisch, Englisch für Kinder sowie Lehrqualifikationen.
Die Cambridge Englischprüfungen testen die vier Sprachfertigkeiten Schreiben, Lesen, Hören und Sprechen. Sie sind am Gemeinsamen Europäischen Referenzrahmen für Sprachen (GER) des Europarates ausgerichtet und gewährleisten somit die internationale Vergleichbarkeit der Prüfungsergebnisse.
Die Prüfungen werden jährlich von mehr als vier Millionen Kandidaten in mehr als 130 Ländern abgelegt und sind von 13.500 Hochschulen, Institutionen und Unternehmen weltweit anerkannt.

## Cambridge English Language Assessment
Cambridge English Language Assessment ist eine der drei Prüfungsorganisationen von Cambridge Assessment (ehemals UCLES) und somit Teil der Universität Cambridge in Großbritannien. Zu Cambridge Assessment gehören außerdem Cambridge International Examinations (CIE) und Oxford Cambridge and RSA Examinations (OCR). Cambridge English Language Assessment ist eine gemeinnützige Organisation mit besonderem Fokus auf Forschung und Prüfungsentwicklung.
2008 feierte Cambridge Assessment 150-jähriges Bestehen. 1913 wurde mit dem CPE (Certificate of Proficiency in English) das erste Englischzertifikat für Nicht-Muttersprachler angeboten. Somit feierte Cambridge English Language Assessment 2013 sein hundertjähriges Jubiläum. Cambridge English Language Assessment arbeitet im Rahmen von verschiedenen Projekten mit anderen Bildungsorganisationen zusammen. Seit 2010 bietet es in Kooperation mit der University of Michigan die Cambridge-Michigan Language Assessments (CAMLA) an. In Zusammenarbeit mit der Cambridge University Press (CUP), dem British Council und anderen Institutionen entsteht das Projekt English Profile.

## Gemeinsamer Europäischer Referenzrahmen
Der Gemeinsame Europäische Referenzrahmen (GER) bietet ein Raster zur Einstufung von Fremdsprachenkenntnissen. Er unterscheidet die sechs Niveaustufen A1, A2, B1, B2, C1 und C2, wobei Stufe A1 Anfängerkenntnissen und C2 Muttersprachlerniveau entspricht. Cambridge war als Gründungsmitglied der „Association of Language Testers in Europe“ (ALTE) an der Entwicklung des Gemeinsamen Europäischen Referenzrahmens beteiligt.

## Prüfungen

### Allgemeines Englisch
| Zertifikat                     | GER Niveau |
| ------------------------------ | ---------- |
| Cambridge English: Key         | A2         |
| Cambridge English: Preliminary | B1         |
| Cambridge English: First       | B2         |
| Cambridge English: Advanced    | C1         |
| Cambridge English: Proficiency | C2         |

Der Cambridge English: Key ist die einfachste Cambridge English Prüfung. Im europäischen Referenzrahmen entspricht er der Kompetenzstufe A2.
Der Cambridge English: Preliminary ist ein Test englischer Sprachkenntnisse auf einem mittleren Niveau und testet in den vier Fertigkeiten Schreiben, Lesen, Hören und Sprechen anhand alltagsnaher Beispiele. Er ist Voraussetzung für die Einbürgerung im Vereinigten Königreich.
Das Cambridge English: First ist die nächsthöhere Cambridge English Prüfung und international anerkannt. Es werden Varianten der oben erwähnten Prüfungen für den Schulbereich angeboten (Key for Schools, Preliminary for schools, First for Schools), bei denen die Themen auf die Interessen und Erfahrungen von Schülern ausgerichtet sind.
Das Cambridge English: Advanced ist die zweithöchste Prüfung. Das Zertifikat berechtigt zum Studieren an Universitäten in Großbritannien.
Das Cambridge English: Proficiency (ehemals: Certificate of Proficiency in English, CPE) ist die anspruchsvollste der Prüfungen. Das Zertifikat richtet sich an Personen, die nicht englische Muttersprachler sind, und belegt, dass die betreffenden Personen ein sehr hohes Niveau in der englischen Sprache erreicht haben und sich in fast jeder Situation stilsicher und fehlerfrei verständigen können.
Das Cambridge English: Proficiency ist an vielen Hochschulen eine Zugangsvoraussetzung für englischsprachige Studiengänge.

### Englisch für den Beruf
Die Cambridge English: Business Certificates sind Prüfungen in Geschäftsenglisch und orientieren sich an realistischen Kommunikationssituationen im Berufsalltag. Sie werden auf drei Niveaustufen angeboten und können auch am Computer abgelegt werden.
Das Cambridge English: Legal wendet sich an Berufstätige im juristischen Bereich und Jura-Studierende. Die Prüfung wurde von Cambridge English Language Assessment gemeinsam mit TransLegal, einem Dienstleistungsanbieter für Englisch im juristischen Bereich, entwickelt.
Das Cambridge English: Financial ist für Berufstätige im Bereich Finanzen und Rechnungswesen sowie für Studierende dieser Fachrichtungen geeignet. Die Prüfung wurde von Cambridge English Language Assessment gemeinsam mit der Association of Chartered Certified Accountants (ACCA) entwickelt.
Der Business Language Testing Service (BULATS) ist ein Test, mit dem Unternehmen und andere Einrichtungen die Sprachkenntnisse ihrer Angestellten sowie von Bewerbern einstufen können. Er testet berufsbezogene Sprachkenntnisse und ist für die Sprachen Englisch, Deutsch, Französisch und Spanisch verfügbar. Der Test kann (unter Gewährleistung sicherer Prüfungsbedingungen) direkt im Unternehmen am Computer, online oder in einer Papierversion abgelegt werden.
Der BULATS wurde gemeinsam von Cambridge ESOL, dem Goethe-Institut, dem Institut Français und der Universidad de Salamanca entwickelt.
| Zertifikat                                 | GER Niveau        |
| ------------------------------------------ | ----------------- |
| Cambridge English: Business Preliminary    | B1                |
| Cambridge English: Business Vantage        | B2                |
| Cambridge English: Business Higher         | C1                |
| Cambridge English: Legal                   | B2/C1             |
| Cambridge English: Financial               | B2/C1             |
| Business Language Testing Service (BULATS) | alle Niveaustufen |

### Englisch für Studium und Auswanderung
Das International English Language Testing System (IELTS) wird von Universitäten als Zulassungsvoraussetzung für ein englischsprachiges Studium sowie von Einwanderungsbehörden anerkannt. Es handelt sich um einen Einstufungstest, der dem Kandidaten/der Kandidatin Englischkenntnisse auf einem bestimmten Niveau bescheinigt. Er wird in einer akademischen und einer allgemeinen Variante angeboten.

### Englisch für Kinder
Die Young Learners English Tests (YLE) richten sich an Kinder im Alter von 7 bis 12 Jahren und werden auf drei Niveaustufen angeboten.
| Zertifikat                            | GER Niveau |
| ------------------------------------- | ---------- |
| Young Learners English (YLE) Starters | -          |
| Young Learners English (YLE) Movers   | A1         |
| Young Learners English (YLE) Flyers   | A2         |

### Qualifikationen für Lehrkräfte
Die didaktischen Qualifikationen richten sich an Lehrkräfte, die Nicht-Muttersprachler in Englisch unterrichten möchten. Folgende Lehrqualifikationen stehen zur Verfügung:
| Teaching Knowledge Test (TKT)                              |
| Certificate in English Language Teaching to Adults (CELTA) |
| Diploma in English Language Teaching to Adults (DELTA)     |
| DELTA Modules                                              |

## Prüfungsadministration
Die Cambridge English Prüfungen werden an autorisierten Prüfungszentren abgelegt, zum Beispiel an Volkshochschulen, privaten Sprachschulen oder Universitäten. Die Prüfungstermine sind weltweit einheitlich. Da die Prüfungen zentral in Cambridge ausgewertet werden, erhalten die Kandidaten ihr Prüfungsergebnis nicht unmittelbar nach der Prüfung. Außerdem ist es notwendig, sich frühzeitig für eine Prüfung anzumelden.
Seit 2011 erhalten Kandidaten eine detailliertere Darstellung ihrer Prüfungsergebnisse, womit ihr Kenntnisstand besser einschätzbar wird. Wenn sie z. B. sehr gut abgeschnitten haben, wird ihnen bescheinigt, dass ihr Sprachniveau dem nächsthöheren Level nach dem GER entspricht (z. B. Cambridge English: First Grade A = GER C 1).